# Sirisha Bandla
Sirisha Bandla (Andra Pradexe, 11 de janeiro de 1988) é uma engenheira aeronáutica e astronauta comercial indiana-estadunidense. Ela é a Vice Presidente de Assuntos Governamentais e Operações de Pesquisa da Virgin Galactic. Ela voou na Virgin Galactic Unity 22, que a tornou a segunda mulher nascida na Índia a viajar ao espaço. Foi eleita uma das "100 mulheres mais inspiradoras e influentes do mundo em 2022" pela BBC.

## Juventude e educação
Bandla nasceu no distrito de Guntur, localizado em Andra Pradexe, Índia. Após seu nascimento, sua família mudou-se para Tenali, em Guntur. Até os cinco anos, ela dividiu seu tempo entre a casa de seu avô em Hyderabad e a de sua avó em Tenali. Depois ela se mudou para Houston, Estados Unidos, com seus pais.
Bandla recebeu seu bacharelato em Engenharia Aeronáutica na Universidade Purdue. Posteriormente ela recebeu seu mestrado em Administração pela Universidade de Georgetown.

## Carreira
Bandla esperava se tornar uma astronauta da NASA, mas foi impedida por motivos médicos devido a sua visão. Ela também trabalhou na Commercial Spaceflight Federation como engenheira aeroespacial. Lá, Bandla trabalhou com Matthew Isakowitz. Posteriormente ela co-fundou a Bolsa Matthew Isakowitz em sua homenagem.
Bandla entrou na Virgin Galactic em 2015, onde trabalha como Vice-Presidente para Assuntos Governamentais. No domingo, dia 11 de julho de 2021, Bandla voou na Unity 22 ao lado do Sir Richard Branson, Dave Mackay, Michael Masucci, Beth Moses e Colin Bennett. A nave chegou a 85km acima da Terra. Durante o voo, Bandla realizou um experimento da Universidade da Flórida para investigar como as plantas reagem à mudança na gravidade. Sobre o voo, seu avô, Dr, Bandla Nagaiah, disse: "Desde nova ela tinha a ambição de explorar os céus, a Lua e as estrelas. Sirisha havia colocado seus olhos no espaço e nem estou surpreso pelo fato dela estar a caminho de realizar seu sonho."

## Prêmios
Foi eleita uma das "100 mulheres mais inspiradoras e influentes do mundo em 2022" pela BBC.